# Sonny Boy (série télévisée d'animation)
Pour les articles homonymes, voir Sonny Boy.
Sonny Boy (サニーボーイ) est une série d'animation japonaise originale du studio Madhouse, écrite et réalisée par Shingo Natsume. Le premier épisode a été pré-diffusé le 19 juin 2021, mais la série a réellement été diffusée du 16 juillet 2021 au 1er octobre 2021. Elle est diffusée en version originale sous-titrée français sur Wakanim.

## Synopsis
Pendant les vacances d'été, 36 étudiants et leur école se retrouvent transportés dans une autre dimension. Alors qu'ils dérivent ainsi au travers du vide, certains étudiants commencent à développer des compétences surnaturelles. Parmi le tourbillon de questions qui les assaillent, leur survie dans un monde surnaturel commence…

## Personnages
Nagara (長良)
Voix japonaise : Aoi Ichikawa
Nozomi (希)
Voix japonaise : Saori Ōnishi
Mizuho (瑞穂)
Voix japonaise : Aoi Yūki
Asakaze (朝風)
Voix japonaise : Chiaki Kobayashi
Rajdhani (ラジダニ, Rajidani)
Voix japonaise : Hiroki Gotō
Hoshi (明星)
Voix japonaise : Ami Naitō
Pony (ポニー, Ponī)
Voix japonaise : Hana Sato
Cap (キャップ, Kyappu)
Voix japonaise : Yōji Ueda
Hayato (はやと)
Voix japonaise : Shōta Yamamoto
Shanghai (上海, Shanhai)
Voix japonaise : Kana Ogino

## Production
La série est annoncée en avril 2021 via le lancement du site officiel. Elle est écrite et réalisée par Shingo Natsume. Hisashi Eguchi est chargé du design des personnages, et Norifumi Kugai les a adapté à l'animation. Shôji Hata est chargé de la musique, tandis que le thème principal intitulé Boy Meets Girl est composé et interprété par Ging Nang Boyz,. Le premier épisode a été disponible pendant 24h en avant-première sur la chaîne Youtube de Wakanim le 19 juin 2021, tandis que la diffusion officielle s'est déroulée du 16 juillet 2021 au 1er octobre 2021,.

## Liste des épisodes
| No | Titre                                  | Titre original                                                      | Date de 1re diffusion |
| -- | -------------------------------------- | ------------------------------------------------------------------- | --------------------- |
| 1  | The Island at the Far End of Summer    | 夏の果ての島 Natsu no hate no shima                                 | 16 juillet 2021       |
| 2  | Aliens                                 | エイリアンズ Eirianzu                                               | 23 juillet 2021       |
| 3  | The Cat Who Wore Sandals               | 下駄を履いたネコ Geta o haita neko                                  | 30 juillet 2021       |
| 4  | The Great Monkey Baseball              | 偉大なるモンキー・ベースボール Idainaru monkī bēsubōru              | 6 août 2021           |
| 5  | Leaping Classrooms                     | 跳ぶ教室 Tobu kyōshitsu                                             | 13 août 2021          |
| 6  | The Long Goodbye                       | 長いさよなら Nagai sayonara                                         | 20 août 2021          |
| 7  | Road Book                              | ロード・ブック Rōdo bukku                                           | 27 août 2021          |
| 8  | Laughing Dog                           | 笑い犬 Warai inu                                                    | 3 septembre 2021      |
| 9  | This Salmon Chazuke, Forgot the Salmon | この鮭茶漬け、鮭忘れてるニャ Kono sake chazuke, sake wasureteru nya | 10 septembre 2021     |
| 10 | Summer and the Demon                   | 夏と修羅 Natsu to shura                                             | 17 septembre 2021     |
| 11 | The Young Man and the Sea              | 少年と海 Shōnen to umi                                              | 24 septembre 2021     |
| 12 | Two Years Vacation                     | 二年間の休暇 Ni nenkan no kyūka                                     | 1er octobre 2021      |

### Annotations
1. ↑  Cet épisode a été pré-diffusé le 19 juin 2021 sur Wakanim[7]